# Marianne Hainisch
Marianne Hainisch, nascuda Perger (Baden bei Wien, 25 de març de 1839 – Viena, 5 de maig de 1936), fou la fundadora i presidenta del moviment de dones d'Àustria. Fou també la mare de Michael Hainisch, el segon president d'Àustria (1920–1928).

## Biografia
El 1857 va contraure matrimoni amb l'empresari Michael Hainisch (propietari d'una fàbrica de filat a Aue), amb el qual va tenir dos fills (Michael, 1858, i Maria, 1860). El 1868 la família es va traslladar a Viena. Durant la Guerra Civil Nord-americana (1861–65), el negoci 
va entrar en fallida, atès que el cotó ja no es podia importar des dels Estats Units.

### Activisme

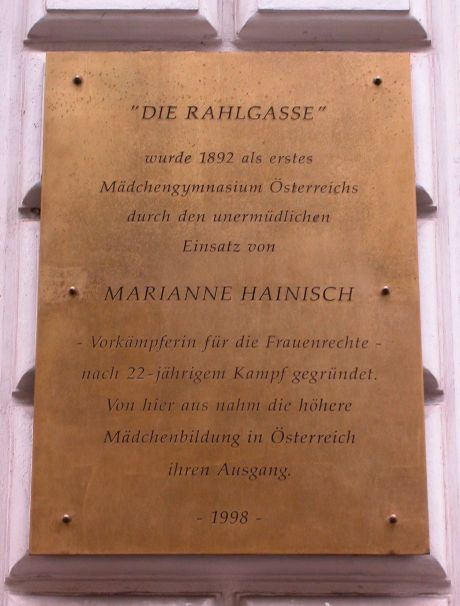
Placa commemorativa de Marianne Hainisch a Rahlgasse (Viena-Mariahilf).

A la fi dels anys 1860, Hainisch viuria una experiència reveladora en veure com una amiga seva no podia aconseguir ocupació per sustentar la seva família després de la baixa del seu marit per malaltia. Malgrat els millors esforços de la seva amiga (parlava diversos idiomes i posseïa talent musical), no va ser capaç d'aconseguir treball. Per a Hainisch, que en aquells temps tenia 30 anys, la importància de l'educació va passar a ser fonamental per a permetre que les dones de classe mitjana poguessin treballar. El 1870 va escriure un article (Sobre l'educació de les dones) que cap periòdic va voler publicar. No obstant això, va presentar el seu article en una reunió que va tenir lloc el 25 de març de 1870, instant a la ciutat de Viena a què s'instaurés escoles paral·leles per a dones. La seva petició va tenir ressò a la premsa, provocant que la Primera Caixa d'Estalvis d'Àustria destinés 40.000 florins austrohongaresos per a la fundació de la primera escola per a nenes i joves.
El 1888 Hainisch va fundar la Lliga d'Educació Superior per a Dones, la qual defensava el dret de la dona a cursar estudis universitaris. El 1902 va fundar la Federació d'Organitzacions de Dones Austríaques, de la qual va ser la seva presidenta fins a l'any 1918. El 1919 va ser elegida presidenta del Consell Internacional de Dones, organisme al qual la seva Federació s'havia afiliat el 1904. Es va mantenir en el càrrec fins a 1924.

### Llegat
A la tardor de 1918 Marianne Hainisch es va unir al Partit Cívico-Democràtic, i onze anys més tard seria la cofundadora del Partit de Dones d'Àustria. Hainisch va promoure el dia de la Mare a Àustria, el qual se celebra des de 1924.
El 1976 la seva ciutat natal, Baden, va erigir una estàtua en la seva memòria. El 1989 Àustria va imprimir un segell commemoratiu amb motiu del 150è aniversari del seu naixement. El 2002 la ciutat de Viena va nomenar un carrer (Marianne-Hainisch-Gasse) en el seu honor.

## Obra
- Zur Frage des Frauenunterrichts (Sobre l'educació de les dones, 1870).[4]
- Die Brodfrage der Frau (1875).[5]
- Ein Mutterwort über die Frauenfrage (Paraula mare sobre la qüestió de la dona, 1892).[6]
- Frauenarbeit (El treball de les dones, 1911).[7]
- Die Mütter (Les mares, 1913).[8]